# الآداب في اليابان
تحكم قواعد الآداب في اليابان توقعات المجتمع لسلوك الأفراد في اليابان والذي يعتبر في غاية الأهمية.
بعض العادات تكون ممارسة في مناطق ضيقة للغاية، وبالتالي قد لا تكون موجودة في جميع مناطق اليابان. وفيما يلي نسرد الأعراف المقبولة عموما في اليابان. حيث أن بعض العادات قد تغيرت على مر التاريخ.

## الاستحمام

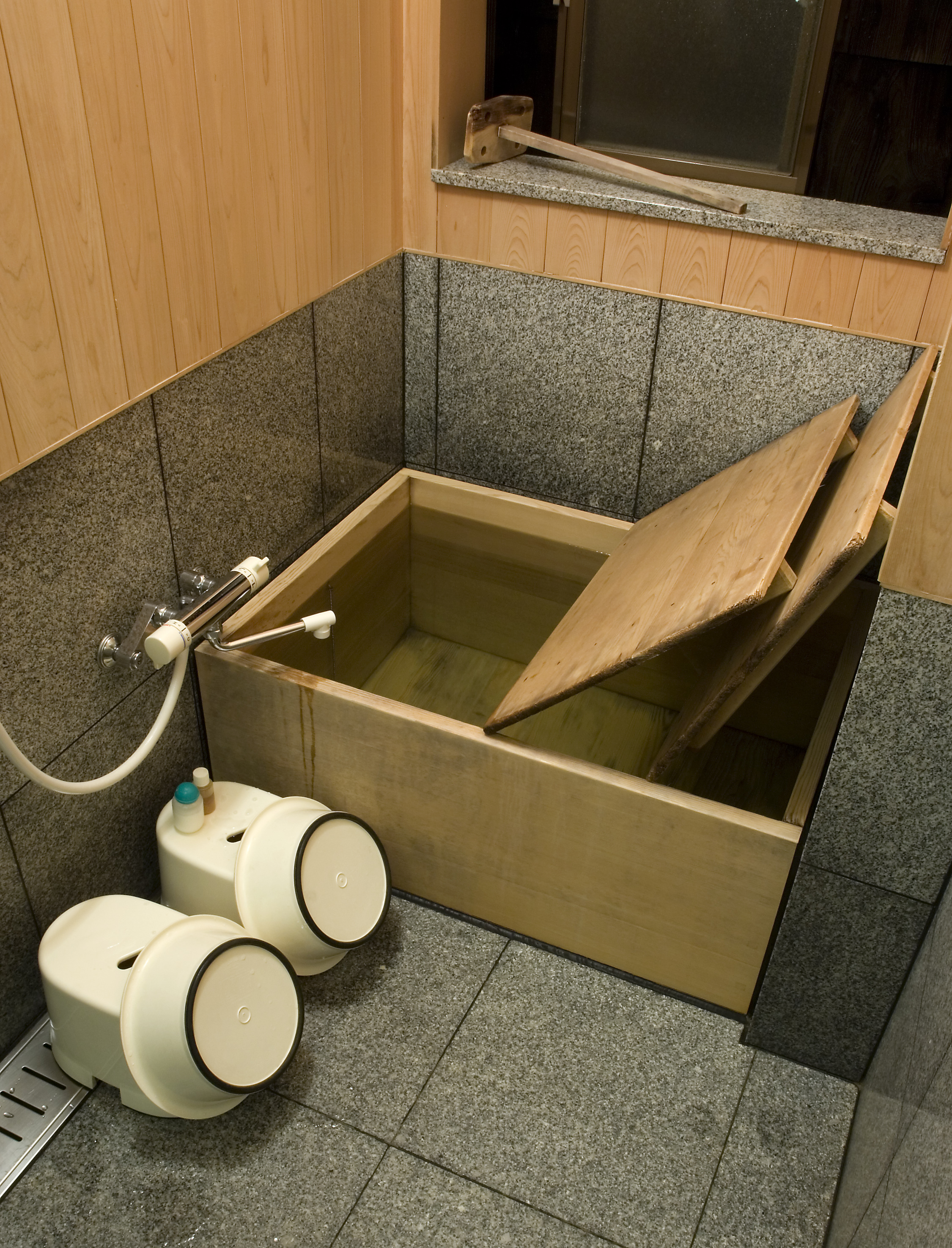
فورو (حمام) خاص في ريوكان (نزل).

يعد الاستحمام جزءا هاما من الحياة اليومية في اليابان. تكون الحمامات للاسترخاء حيث يجب غسل الجسم والشعر بشكل جيد وغسل كامل الصابون قبل دخول حوض الاستحمام أو «فورو» (風呂).غسل الجسم يتم عادة بالاستحمام باستخدام صنبور صغير واقع في نفس غرفة الحوض أثناء الجلوس على كرسي صغير. تقليديا يستخدم ماء الحوض لغسل الجسم بغرف الماء باستخدام مغرفة.
يكون الشكل التقليدي للحوض أصغر حجما وأكثر عمقا مما هو شائع في منازل الغرب. يكون حوض الاستحمام التقليدي الياباني مربع الشكل وعميقا بما فيه الكفاية بحيث أن المياه سوف تغطي الكتفين، ولكنها تتطلب من الشخص الجلوس مع الركبتين ملتصقتين إلى صدره. أما أحواض الاستحمام الحديثة فهي أشبه بالأحواض الغربية شكلا حيث تكون بمساحة أوسع.
بدلا من هدر المياه في نهاية كل حمام يحتفظ اليابانيون بمياه الاستحمام دافئة عن طريق سخانات الخاصة، حيث تستخدم نفس المياه لاستحمام كل أفراد الأسرة. بعد الانتهاء من الاستحمام بشكل كامل يأخذ الماء في بعض المنازل من الحوض لاستخدامه لغسل الملابس في الغسالة. يوضع غطاء على الحوض للحفاظ على درجة حرارة الماء عندما لا تكون قيد الاستعمال، ومنع التبخر. يلتقط أي شعر أو أي أوساخ من الماء بعد الاستحمام.
في البيوت ذات الأحواض الصغيرة يستحم كل فرد من أفراد الأسرة بمفرده واحدا تلو الآخر بحسب الأقدمية، والتي تبدأ عادة من أكبر الذكور سناً. في البيوت الكبيرة ذات الأحواض الأكبر حجما، فإنه من الأمور العادية بالنسبة لأفراد الأسرة الاستحمام معا. وعادة يقوم أحد الوالدين أو كليهما بالاستحمام مع الأطفال الرضع وصغار الأطفال، وحتى الأطفال الأكبر في السن قد لا يزال بإمكانه الاستحمام مع أحد والديه.
تزداد أحواض الاستحمام شيوعا بشكل متزايد في البيوت اليابانية الحديثة، ولكن لا يزال هناك العديد من المنازل وخاصة في المناطق الريفية أو القديمة لا تملك أحواض للاستحمام لذلك يضطر أفراد الأسرة للذهاب إلى الحمام العام حمام الذي يدعى سينتو (銭湯). حيث في الحمام العام يوجد مياه ساخنة بشكل منتظم في المرجل. عادة يتم فصل الزبائن في حمامات جميع المناطق الريفية حسب الجنس، حيث يستحم الزبون عاريا، ويقوم العديد باستخدام منشفة صغيرة لتغطية الأعضاء التناسلية. بعض الفنادق ودور الملاهي تمتلك حماماتها الخاصة لخدمة الزبائن والنزلاء.

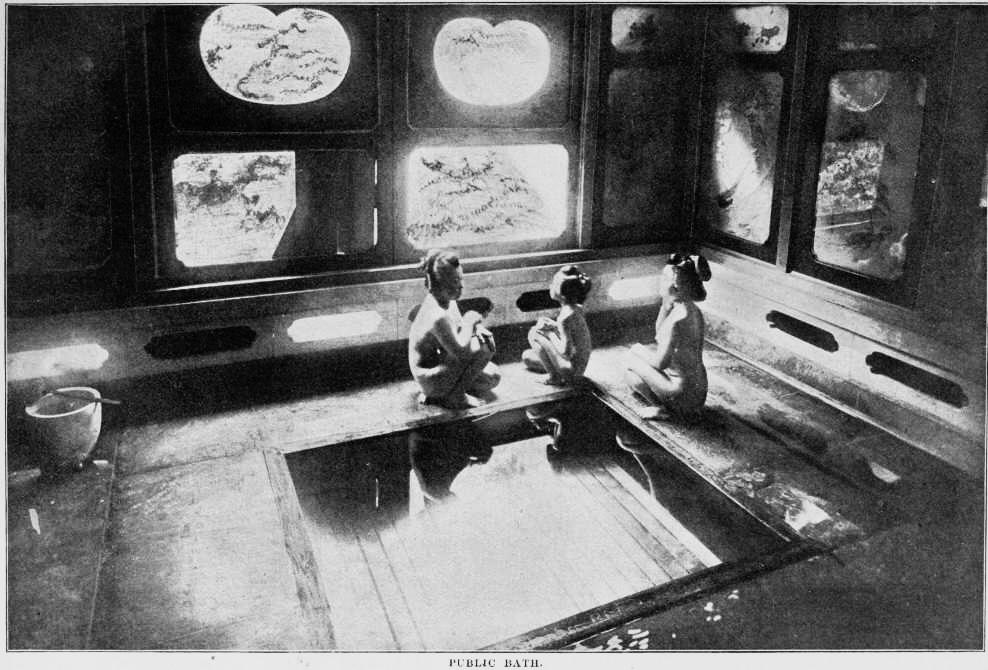
صورة سينتو من عام 1901.

الأونسين (温泉) هي حمامات تستخدم مياه ساخنة طبيعية من الينابيع الساخنة، وتكون أحيانا في الهواء الطلق. يكون في حمامات الأونسين الكبيرة مجمعات منفصلة للرجال والنساء، ويستحم الزوار عادة عارين عند فصل الجنسين.
وكما هو الحال في حمامات المنزل فإنه في السينتو والأونسين يجب غسل الجسم بشكل جيد قبل دخول حوض الحمام. كثير من السينتو والأونسين تحظر دخول الزبائن ذات الوشم على اعتبارها تقليدياً من المحرمات، وأيضا مشيرا إلى احتمال أن الشخص ينتمي إلى الياكوزا.

## الانحناء
تعتبر تحية الانحناء أو كما يطلق عليه باليابانية «أوجيكي» (お辞儀) من أشهر سمات آداب السلوك اليابانية خارج اليابان. تعتبر تحية الانحناء في غاية الأهمية في اليابان لدرجة أنه حتى الأطفال عادة يبدؤون في تعلم كيفية تحية الانحناء من سن مبكرة جدا، وتقوم الكثير من الشركات بتدريب موظفيها على كيفية تنفيذ تحية الانحناء بشكل لائق.
تجري تحية الانحناء عادة والظهر بشكل مستقيم والأيدي على الجانبين (للفتيان والرجال) أو مشبوكة عند الحضن (للفتيات والنساء) مع إنزال النظر للأسفل. ويكون انحناء الجسم عند الخاصرتين.عموما فإن زيادة عمق قوس الانحناء يعبر عن شدة الاحترام.
تقسم تحية الانحناء عادة إلى ثلاثة أنواع رئيسية: غير رسمية، ورسمية، ورسمية للغاية. تكون تحية الانحناء غير الرسمية في نحو خمس عشرة درجة لزاوية ميل الرأس إلى الأمام، وبزاوية 30 درجة للتحيات الأكثر رسمية.
إن الآداب المصاحبة للانحناء بما فيها طول وعمق الانحناء هي في غاية التعقيد. فعلى سبيل المثال، فإذا تابع الشخص الأول انحناءه لفترة أطول مما كان متوقعا (عادة حوالي ثانيتين أو ثلاث ثوان)، فمن الأدب للشخص الآخر الانحناء مرة أخرى.
بشكل عام ينحني الشخص الأدني مرتبة (مثلا: موظف مرؤوس أو طالب) بدرجة أكبر إلى شخص أعلى مرتبة (مثلا: مدير أو أستاذ). حيث تكون تحية الشخص الأعلى مرتبة خفيفة عادة، مثل حني الرأس قليلا للأمام، فيم قد لا ينحني بعض الأشخاص ذوي المرتبة العالية على الإطلاق.
يكون الانحناء المصاحب للاعتذار أكثر عمقا من التحية العادية.حيث يميل الجسم في الاعتذار بحوالي 45 درجة والرأس منخفض ويكون عادة لمدة ثلاث ثواني أو أكثر. ويزداد عمق وتواتر ومدة الانحناء مع زيادة الصدق في الاعتذار وخطورة الذنب المقترف. عادة في حالة الاعتذار الشديد والتسول قد يصل الأمر إلى مرحلة ما يشبه السجود لإظهار الأسف الشديد والخضوع الكامل. يسمى هذا النوع من الاعتذار «دوغيزا». على الرغم من أن الدوغيزا كانت تعتبر في السابق من التحيات الرسمية جدا تجاه القادة، فإنه غالبا ما تعتبر بمثابة الإهانة في الوقت الحالي، لذلك نادرا ما تلاحظ في الحياة اليومية المدنية اليوم. يكون الانحناء الشكر بشكل مشابه أيضا.في الحالات القصوى، تكون تحيات الشكر عميقة جدا بحيث تقارب الجبهة الأرض.
لكن عند التعامل مع الأشخاص غير اليابانيين، يقوم الكثير من اليابانيين بالمصافحة. وعلى اعتبار شهرة تحية الانحناء اليابانية بين الأجانب فغالبا ما يتم الجمع بين المصافحة والانحناء قبل أو بعد المصافحة.

## دفع النقود
بدلا من تسليم النقود مباشرة من يد الزبون إلى يد أمين الصندوق، فإنه من الممارسات الشائعة في اليابان وضع المال في صينية صغيرة وضعت خصيصا لهذا الغرض بالقرب من آلة الصراف. إن عدم اتباع هذه القاعدة لا يعتبر خرق فظ في الثقافة اليابانية حيث أن الكثير من المتاجر الملائمة لا تتمسك بصرامة بهذه القاعدة لسرعة خدمة الزبون. ومن المهم ملاحظة أنه عند تبادل أي شيء مباشرة من يد إلى يد (مثلا: المال، بطاقة أعمال) فإنه يجب على كلا المعطي والمستلم مسك الشيء بكلتا يديه.

## الأكل والشرب
راجع: مطبخ ياباني، تاريخ السوشي
تبدأ عادة وجبات الطعام في اليابان بعبارة "إيتاداكيماس" (いただきます) والتي تعني (حرفيا: أنا أحصل (بتواضع)") وتشير إلى أن الشخص يحصل على الطعام ويعبر عن امتنانه لجميع الذين يشاركون في إعداد الطعام، وزراعة وتربية المواشي أو الصيد. ومصدر هذا في الأصل إلى أن المخلوقات الحية تعطي الحياة للبشر. وعند الانتهاء من تناول الطعام تستخدم عبارة مهذبة أيضا هي "غوتشيسوساماديشتا" (ごちそうさまでした).
يعتبر من اللباقة للمرء أن يكمل صحنه حتى آخر حبة أرز ويحث الأطفال بصورة خاصة على القيام بذلك. ومن غير المهذب اختيار بعض أنواع الطعام وترك الباقي. وينبغي مضغ الطعام بفم مغلق.
ومن المقبول رفع صحن الحساء والأرز والأطباق إلى الفم حتى لا ينسكب الطعام أثناء التقاطه بالهاشي. ومن المعتاد أيضا إصدار صوت الاحتساء عن شفط مكونات الحساء وخاصة الرامين أو الصوبا.
يؤكل الأرز عادة دون أي إضافات أو في بعض الأحيان مع نوري (الأعشاب البحرية المجففة والمضغوطة) أو فوريكاكه (توابل مختلفة). لا يعتبر صب صلصة الصويا على الأرز الأبيض من العادات اليابانية كما لا يعتبر صب صلصة الصويا مباشرة على الساشيمي أو السوشي من تقاليد الطعام اليابانية. بدلا من ذلك تسكب صلصة الصويا في طبق صغير حيث تغمس المواد الغذائية في الصلصة. وعلاوة على ذلك يعتبر صب كم مفرط من صلصة الصويا في الصحن الصغير من الجشع والإسراف.
عند تناول نيغيري سوشي (النيغيري جهة الرز، والسوشي جهة السمك) يجب على المرء دهن طرف السوشي بصوص الصويا. إبقاء حبات الرز في الصوص غير محبذ، ولكنه من الصعب تفاوته خاصة لمن لا يتقنون استخدام عيدان الطعام الهاشي.
في مطاعم السوشي من المقبول استخدام اليد بدلاً من الهاشي لتناول النيغيري سوشي.
يعتبر البعض تناول الطعام في المواصلات العامة أو أثناء المشي أمراً غير لائق وهو غير منتشر في اليابان، إلا أنه ليس مرفوضاً.
تقدم بعض المطاعم في اليابان عيدان طعام لاستخدام واحد فقط. وتكون عادة خشبية وملتصقة ببعضها.الطرف الرقيق هو الطرف السفلي، بينما الطرف الغليظ يتجه نحو الأعلى. لا ينبغي استخدام الطرف الغليظ لتناول الطعام.من أجل إزالة أي شظايا خشبية على عيدان الطعام بعد فصلها من المقبول حك أحدها بالأخرى، لكن فرك العيدان ببعضها كما يفعل بعض الغربيون يعتبر أمراً مكروها وخصوصاً في السوشي بار حيث يعتبر إهانة للنادل حيث يدل على أن الزبون يعتبر الأواني رخيصة.
في المطاعم اليابانية يعطى الزبون منشفة لليدين (お絞り) ويعتبر من غير اللائق استخدامها للفم والوجه إلا أنه بعض الأشخاص غالباً رجال يستخدمونها لهذا الغرض في جو غير رسمي.
عند استخدام نكاشات الأسنان من الأدب تغطية الفم باليد الأخرى. النف من الأنف يعتبر غير لائق في الأمكنة العامة وخصوصاً في المطاعم. كما أن المنديل القماشي يجب أن لا يستعمل بتاتاً لهذا الغرض. تجب تغطية الأنف باليد أو الاعتذار إلى دورة المياه.

### بينتو

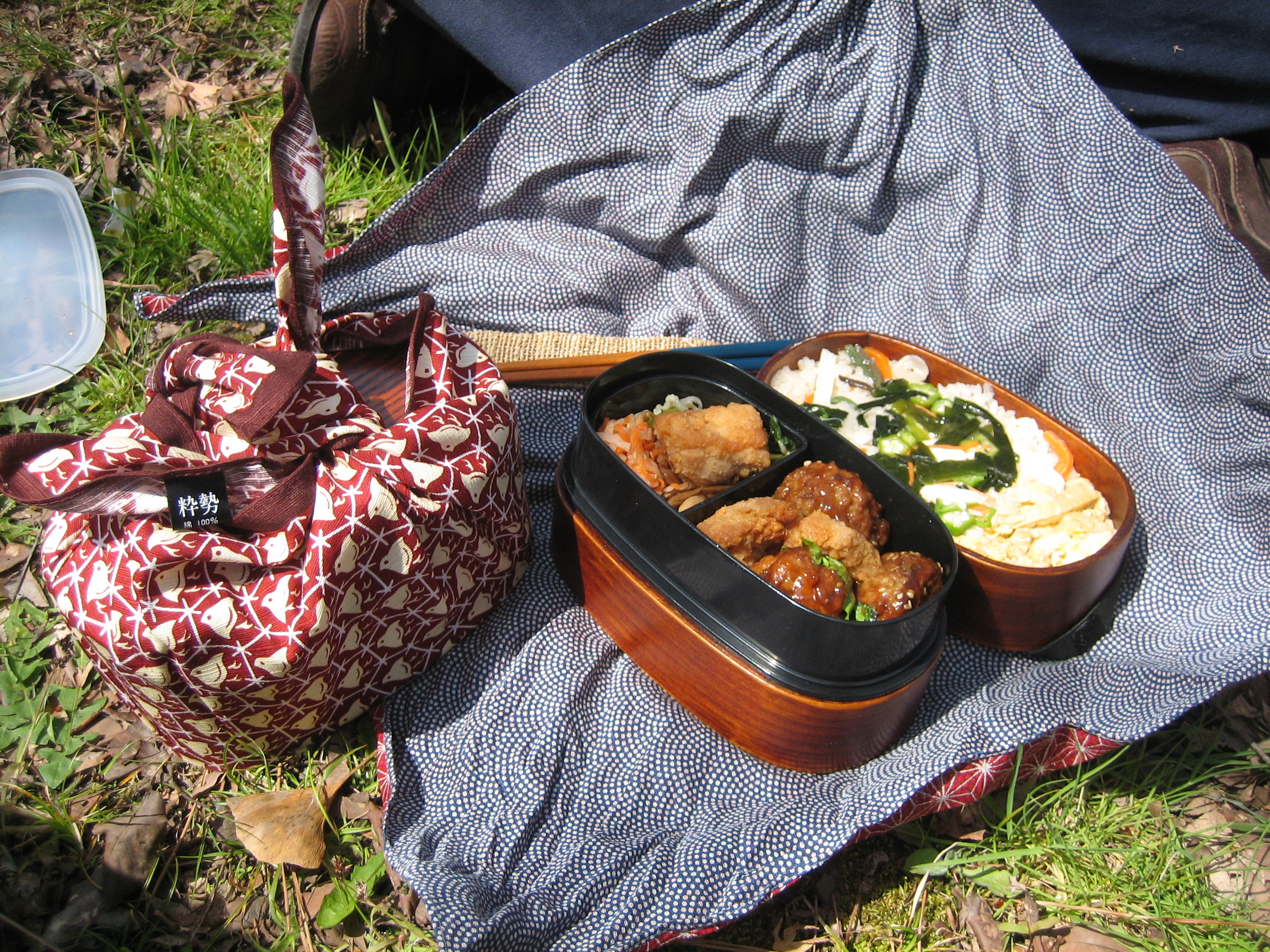
بنتو مصنوعة منزليا لطعام الغداء.

البنتو، هي علب وجبات الطعام في اليابان وهي شائعة جدا وتشكل عنصرا هاما من طقوس تناول الغداء. إعداد هذه الوجبات يبدأ في وقت دخول الأطفال إلى مدرسة الحضانة. حيث تولي الأمهات عناية خاصة عند تحضير الوجبات لأطفالهن.حيث ترتب المأكولات بحسب تسلسل أكلها. يجب تناول جميع محتويات العلبة بشكل كامل.
يتم الحكم على البنتو بحسب الجهد الذي صرف على تنسيقها.حيث يجب على الأم أن تستعرض مهاراتها في إنجاز علب طعام الغداء.

### عيدان تناول الطعام
هناك الكثير من التقاليد والقواعد غير المكتوبة التي تتعلق باستخدام عيدان تناول الطعام. على سبيل المثال، يعتبر من المحرم تمرير الطعام من عيدان أحدهم إلى عيدان الآخر، حيث أن هذه العملية تشبه الطريقة التي تنقل بها عظام الفقيد بعد حرق الجثث. إذا كان لا بد من تمرير من صحنك إلى صحن شخص آخر أثناء الوجبة (على الرغم أنه أمر غير مرغوب به كثيرا) قم بالتقاط الطعام بنفسك بعيدان تناول الطعام وضعها على صحن صغير لتمكين المتلقي من استلامه بواسطة عيدان تناول الطعام خاصته. لا ينصح باستخدام عيدان تناول طعام غير متوافقة.يجب تجنب إيقاف عيدان تناول الطعام عموديا في وعاء الأرز، لأنها تشير إلى حرق عصي البخور في الرمل، والذي عادة ما يكون في الجنازات. كما يجب تجنب طعن عيدان تناول الطعام في الطعام لأن ذلك يشبه عمل المتدنيين البوذيين عند تقديم الطعام لأسلافهم في المزارات المنزلية.
إذا لم يكن لديك أي أواني أخرى في حين تقاسم الطعام، بالإمكان استخدام الطرف الآخر لعيدان تناول الطعام لالتقاط الطعام وتوزيعه على الآخرين.
قد يكون استخدام عيدان تناول الطعام تحديا بعض الشيء إن لم تستخدمها من قبل. ويتطلب التدريب عليها عدة مرات قبل الاعتياد على استخدامها بسهولة.تمسك إحدى العيدان عادة بين الإبهام والبنصر مع مساندة للأصبع الوسطى.بينما توضع العود الأخرى بشكل مقابل لها بحيث تحصر في الفجوة بين الإبهام والسبابة بمساندة الخنصر.وبهذا ستتقابل رؤوس العودان مع بعضهما لتشكلا شكل مثلث. ويتم الاستخدام بتحريك العود العلوي فقط.

## زيارة منزل شخص ما
يعتبر تلقي دعوة إلى منزل شخص ما في اليابان شرفا. حيث أن الكثير من اليابانيين يعتبرون منازلهم متواضعة للغاية لترفيه الضيوف. يتم تقديم غيتا تكون مخصصة للجولات القصيرة في الخارج عند دخول المنزل. وبسبب أنه في كثير من الأحيان يكون مستوى المنزل أعلى من مستوى الأرض أو مستوى المدخل، حيث أن اليابانيين لا يرغبون في أن تكون العتبة ملطخة بالأتربة أوالرمال أوالغبار والتي قد تلتصق في أسفل الأحذية. ويعتبر عموما مهذبا ارتداء أحذية بدلا من الصنادل، ولكن قد يحمل من يرتدي صندل زوج من الجوارب البيضاء لارتدائها في أقدامه العارية أو فوق الجوارب، وذلك لكي لا تمس الأقدام العارية أرض المنزل أو الصندل الذي يقدمه المضيف. تدار الأحذية بحيث تكون أصابع القدم بشكل يواجه الباب بعد خلعها. في أثناء فصل الشتاء عندما يكون الضيف مرتديا معطفا أو قبعة، فإنه على الضيف خلع معطفه أو قبعته قبل أن يفتح المضيف الباب. عندما يغادر الضيف، فإنه لا يضع معطفه أو قبعته حتى إغلاق الباب.

## الهبات والهدايا

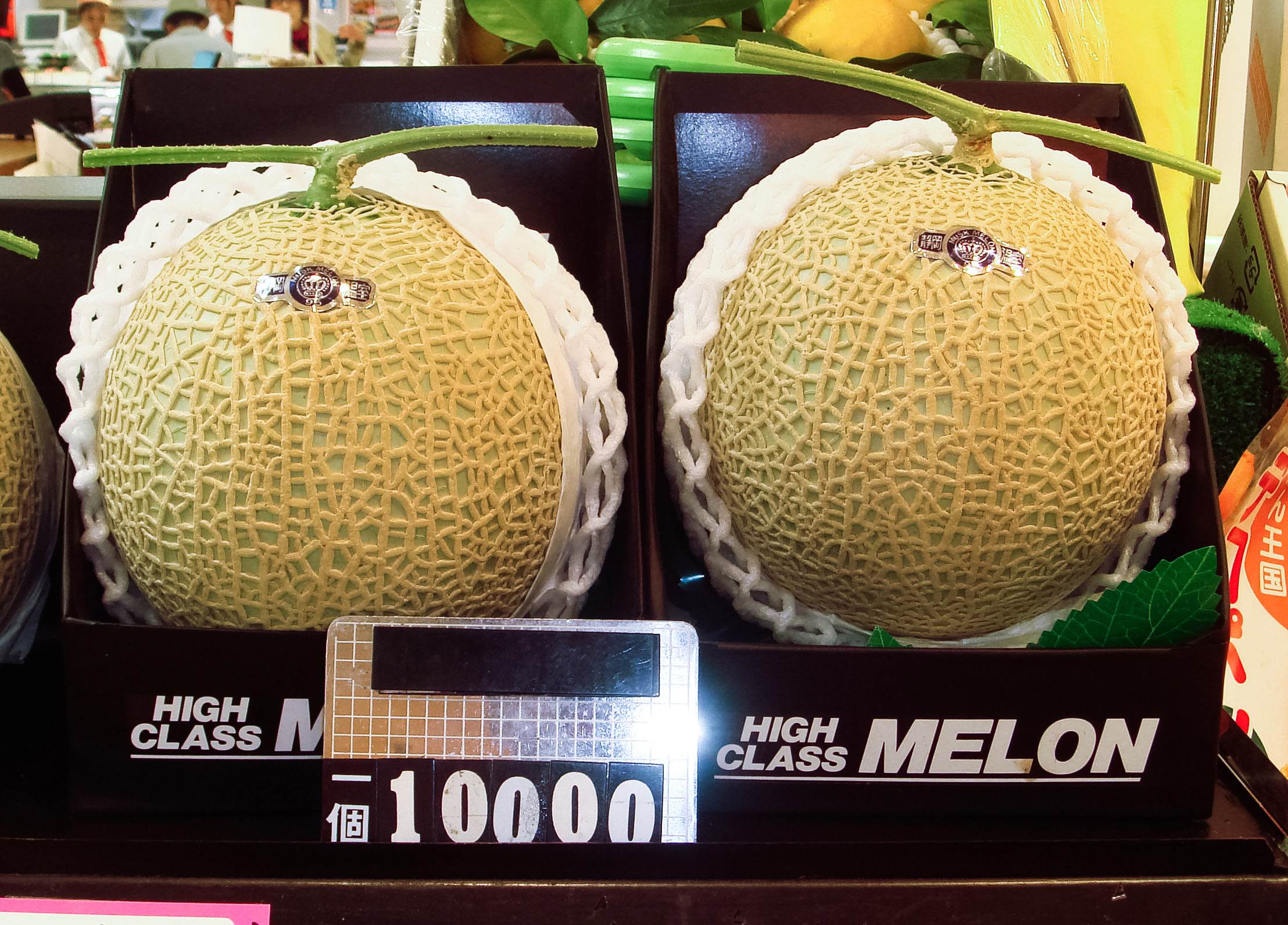
بطيخ ثمنه 10 آلاف ين للقطعة مخصص لتقديمه كهدايا.

يطلب الكثير من الناس من الضيف فتح الهدية بعد تلقيها. ولأن فعل قبول الهدية يمكن أن يخلق شعورا بالتزام أخلاقي من جانب المتلقي، فقد يتم أحيانا رفض الهدايا وذلك حسب الموقف والعلاقة بين الشخصين.

### الهدايا
يعتبر من غير المهذب الذهاب إلى منزل شخص ما دون هدية.تجلب الهدية عادة في كيس من الورق (ويفضل حقيبة من المتجر حيث اشترى الهدية) وتخرج من الحقيبة التي وضعت فيه الهدية عند المضيف وتقدم له بكلتا اليدين.تقدم الهدية عادة عندما يدخل الضيف إلى غرفة الجلوس، قائلا «تسوماراناي مونو ديسوغا» (つまらないものですが) والتي تعني حرفيا «هو شيء غير كثير...» وهي عبارة يقصد منها إظهار التواضع.

### هدايا أخرى
من التقاليد الأخرى في اليابان هو إعطاء المرأة الرجل الشوكولاتة في عيد الحب. حيث من الممكن أن تعطى الشوكولاته إلى الرجل الذي تحبه المرأة، أو إلى أي رجل آخر سواء في مكان العمل أو الدراسة. كما أن هذه العادة يؤديها الرجال بعد شهر واحد من عيد الحب والذي يدعى باليوم الأبيض حيث يرسلون هدية إلى النساء اللواتي تلقين منهن الشوكولاتة.

### تذكارات
تعتبر الهدايا التذكارية في المواقع السياحية في اليابان من الأعمال التجارية الكبيرة. في بعض محطات القطارات تباع هدايا من مناطق بعيدة ليشتريها المسافرون الذين نسوا شراء هدية أثناء عودتهم. كما أن هناك أيضا خدمات التي توصل المنتجات من الأماكن الإقليمية في اليابان، أو من الدول الأجنبية لاستخدامها كهدايا تذكارية.

## التحيات
تعتبر التحيات ذات أهمية بالغة في الثقافة اليابانية. حيث يتعلم الطلاب في المدارس الابتدائية والاعدادية والثانوية تقديم التحية بحيوية ونشاط. حيث تعتبر التحية الكسولة كنوع من الازدراء الذي يقابل المصافحة اللينة في الثقافة الغربية.
حيث يعتبر الدخول إلى مكان دون قول أي شيء من الأشياء المستهجنة. عند الفراق، بدلا من مجرد القول وداعا عادة تكون التحية بالتمني للقاء مرة أخرى.
أكثر التحيات شيوعا هي تحية «أوهايو غوزايمس» (おはようございます) وتعني «صباح الخير» والتي تستخدم حتى حوالي الساعة 11 قبل الظهر، أما «كونيتشيوا» (こんにちは) والتي تعني «يوم جيد» تستخدم حتى وقت متأخر من بعد ظهر اليوم، وتحية «كونبانوا» (今晩は) والتي تعني «مساء الخير» تستخدم من فترة الغروب إلى الليل.هناك أشكال مختلفة من هذه التحيات حيث تستخدم على حسب الوضع الاجتماعي النسبي المتكلم والمستمع.

## الضيافة
بما أن بيوت العديد من اليابانيين هي بيوت صغيرة جدا، فغالبا ما تتم الضيافة وحفلات الطعام في المطاعم وغيرها. على الرغم من ذلك فإن الترفيه في المنازل ليس بالأمر الغريب، وغالبا ما يبذل المضيف أقصى ما في وسعه لكي يكون مضيافا.
حيث كما في العديد من الثقافات الأخرى فإن الضيف يأخذ عادة الأولوية. حيث سيجلس في أفضل مكان، ويقدم له أفضل الأطعمة والمشروبات. إذا كان سيرقد الليلة في المنزل، فتجري العادة أن الضيف يكون أول من يدخل الحمام للاستحمام، وقد يمنح المضيف أيضا فراشه للضيف للنوم فيه.
يحاول المضيفون اليابانيون بشكل عام التظاهر بأنهم مشغولون حتى يستطيع الضيف الاسترخاء. على عكس الضيافة في الأنماط الغربية، حيث يقوم المضيف بالاسترخاء أمام الضيوف مما يشجع الضيوف على إشعار أنفسهم بأنهم في منزلهم حيث يكون المضيف الياباني مشغولا أمام الضيف، وذلك لتوضيح الصورة أمام الضيف بأن جميع الأعمال تجري كالعادة دون أي إزعاج يتسبب به مجيء الضيف، وبهذا يستطيع الضيف الاسترخاء لمعرفته أنه لا يسبب الإزعاج للمضيف بوجوده في بيتها.

## الرسائل والبطاقات البريدية
ظل كتابة الرسائل جزءا هاما من الثقافة اليابانية وذلك على الرغم من حلول البريد الإلكتروني والرسائل النصية على أجهزة الهاتف النقال. إن المهارة في كتابة الرسائل في اليابان لا يعتمد على القدرة على أن يكون المحتوى أصليا ومميزا وإنما على القدرة على الالتزام بشكل الرسالة. إلا أن بعض أشكال الرسائل، مثل الرسائل الإلكترونية أو الرسائل المصورة والتي قد تتضمن لوحات يدوية تزينية بالتأكيد ستتطلب الإبداع.

### الألقاب
تكتب الرسائل عادة بلغة رسمية حتى تلك التي ترسل إلى الأصدقاء المقربين. وما لم يكن هناك لقب آخر (على سبيل المثال «سنسيه» والتي تعني «أستاذ» أو «دكتور» وغيرها) تستخدم عادة كلمة «ساما» بعد اسم عائلة المرسل إليه.وعندما تكون الرسالة موجهة إلى موظف في شركة إلى أماكن عملهم، وينبغي أن يذكر قبل الاسم اسم مكان العمل، وكذلك مرتبة الموظف بالإضافة إلى اسمه الكامل. تستخدم ألقاب «تشان» (للأصدقاء الإناث أو الأشخاص الصغار)، أو «كون» (للأصدقاء الذكور أو للإناث أحيانا)، ولقب «سان» (للكبار عام) وكلمة «ساما» في الحالات العامة والمخاطبة الرسمية.

### مواد كتابة الرسائل
تكتب الرسائل الشخصية عادة بخط اليد باستخدام حبر أزرق أو أسود، أو باستخدام الفرشاة والحبر الأسود. ويفضل استخدام ورق الواشي (الورق الياباني) لكتابة الرسائل. من الممكن أن تكتب الرسائل عموديا أو أفقيا، حيث أن نمط الكتابة العمودي هو النمط التقليدي والأكثر رسمية.

### تحيات المواسم
تبدأ الرسالة عادة بتحية الموسم. أكثر الأمثلة على ذلك يتضمن ذكر حرارة الطقس وهطول الأمطار والثلوج، وهكذا دواليك حسب حالة الطقس في تلك الأيام. تأخذ تلك الافتتاحيات عادة صيغة شعرية، حيث كثيرا ما يوصف فيها تغير أوراق الأشجار وظهور أزهار الربيع وشمس الصيف الحارة وغيرها.يلي التحية الموسمية عادة الاستفسار عن حال المرسل إليه وصحته.
أما الفقرة التي تليها فتكون مخصصة للأنباء عن المرسل. والطلبات إن وجدت لا تظهر على المرجح حتى الفقرة الثالثة من الرسالة.وتنتهي الرسالة عادة بعبارة نموذجية مثل «اعتن بنفسك» أو «أرسل تحياتي لأفراد أسرتك» وغيرها.

### بطاقات البريد
جرت العادة في اليابان أن لا يرسل من يسافر في العطل أي بطاقات بريدية. بدلا من ذلك، فإن التقليد هو إحضار هدية تذكارية، كثيرا ما تكون هدية تصلح للأكل كالحلويات المشهورة في المنطقة التي سافر إليها. بيد أن تبادل البطاقات البريدية في العام الجديد هو من التقاليد اليابانية بشكل مماثل لبطاقات عيد الميلاد في الغرب وتسمى «نينغاجو» (年賀状). إذا أرسلت بطاقات البريد في غضون المهلة الزمنية المحددة قبل نهاية العام، فإن مكتب البريد الياباني سيقوم بإيصال البطاقات البريدية في صبيحة يوم عيد رأس السنة. غالبا ما تزين هذه البطاقات برسومات برج السنة الصينية للعام الجديد الذي سيبدأ. يطلبون من المرسل إليه متابعة العلاقة الطيبة مع المرسل في العام الجديد.إذا كان أحدهم قد حصل على بطاقة من شخص لم يكن قد أرسل له بطاقة، فإن قواعد السلوك تملي عليه أن يرسل بطاقة رد لتصل في موعد أقصاه السابع من يناير.
ولكن إذا كان أحد أقرباء الشخص قد مات في تلك السنة، سوف يرسل بطاقة بريدية تكتب باللون الأسود قبل حلول العام الجديد يعتذر فيها عن عدم إرسال بطاقة العام الجديد. السبب المنطقي لذلك هو بما أنه قد توفي أحدهم في العائلة فلن يرغبوا في إعادة ذات التجربة في العام الجديد. في هذه الحالة، ليس من اللياقة أن يرسل إليهم تهنئة بمناسبة العام الجديد أيضا.

## لغة الاحترام
هناك قواعد نحوية كاملة في اللغة اليابانية مختصة بلغة احترام من هم أعلى قدرا مثل رؤساء العمل، الزبائن وغير ذلك، ولغة الاحترام هذه تشكل جزءا كبيرا في قواعد العلاقات الشخصية اليابانية.التناغم هو القيمة الأساسية في المجتمع الياباني، وهو الفلسفة التي توجه اليابانيين في بيئات العمل والأسرة والمجتمع ككل.يتعلم الأطفال اليابانيين العمل في انسجام وتعاون مع الآخرين من مرحلة ما قبل المدرسة.
هذه الحاجة لعلاقات الوئام بين الناس يتجلى في الكثير من السلوك اليابانية اليومية.حيث يعطي أهمية كبيرة للكياسة، والمسؤولية الشخصية، والعمل معا من أجل الجميع وليس من أجل مصلحة الفرد بل من أجل الصالح العام.

## موظفي الخدمات والقطاع العام
غالبا ما توصف اليابان من قبل غير اليابانيين على أنها مكان الخدمة الممتازة. إلا أن مثل هذه الادعاءات غالبا ما يكون من الصعب إن لم يكن من المستحيل قياسها كميا. ومع ذلك، فإن الخدمة في المؤسسات العامة مثل المطاعم، والمحلات التجارية والخدمات بشكل عام هي خدمات ذات طبيعة ودية حيث أن الموظفين هم في غالية الود والأدب، وهذا على الأرجح يتجلى بتنبيهات المديرين وأرباب العمل لموظفيهم بقولهم «أوكياكو ساما وا كامي ساما ديس» (お客様は神様です) ومعناها «الزبون هي إله». بشكل عام نادرا ما ينخرط الموظفين في محادثة عارضة مع الزبائن بهدف تكوين علاقة صداقة أو علاقة عاطفية كما يحدث أحيانا في المجتمعات الغربية. حيث يتوقع من الموظفين المحافظة على خدمة أكثر رسمية وعلاقة مهنية بحتة مع جميع العملاء. كما تعتبر الأحاديث الخاصة بين الموظفين غير مناسبة عندما يكون الزبون قريبا.
بصفة عامة كما هو الحال في معظم البلدان فإن اللياقة تقضي بأن يعامل العملاء بنوع من التبجيل. يتجلى هذا في اليابان بأن يتكلم العاملين بتواضع وبكل الاحترام مع الزبون. وهكذا فإنهت عادة ما يشار إلى الزبائن بكلمة «ساما» (وهي كلمة تعادل لفظ «سيدي» أو «سيدتي»).
غالبا ما يرتدي العاملين زيا رسميا، وذلك يتوقف على نوع وأسلوب المناسبة. أما الموظفين الذين تفرض عليهم طبيعة عملهم التلامس مع الناس، مثل الشرطة، وسائقي سيارات الأجرة وأنواع أخرى من الموظفين فغالبا ما يرتدون قفازات بيضاء.

## حفلات الزفاف
من التقاليد تقديم الهدايا النقدية من قبل حاضري حفلات الزفاف بأسلوب منمق ضمن مظروف مختوم.حيث عادة ما تستخدم تلك الأموال للتغطية تكاليف حفلة الزفاف. ووفقا لعلاقة المدعو بالعروسين فإنه يتوقع من الأفراد ذوي المركز الأعلى دفع المزيد بالمقارنة مع غيره. وكثيرا ما يكون المبلغ حوالي 30.000 ￥ حيث أن عدد الأوراق النقدية ينبغي أن يكون فرديا، وذلك لأن العدد القابل للقسمة على اثنين هو عدد سيئ الحظ لأنه يرمز إلى سهولة التفرقة بين الزوجين. وبالإضافة إلى ذلك فإن مبلغ 40.000 ￥ مبلغ غير مناسب لأن لفظ العدد 4 له لفظ مشابه للفظ كلمة «الموت» باللغة اليابانية.
قد يتلقى الحضور في حفل الزفاف هدايا الزفاف التي هي نوع من رد الجميل على هدايا الزفاف. حيث قرب موعد الزفاف يتلقى الضيف كتب للهدايا يتيح لهم الاختيار من بينها.

## الجنازات
يحضر الناس إلى الجنازات اليابانية أموال موضوعة في مظروف الجنازات. عندما يعطي المال، من المعتاد إعطاء أوراق نقدية قديمة بدلا من الجديدة، لتعطي انطباع 'فجائية' الموت. عادة يحضر الناس كامل الطقوس أو على الأقل المراسم، والتي قد تشمل سهر الليلة قبل الجنازة التي تكون في ظهيرة اليوم التالي؛ تكون مراسم الحرق عادة مخصصة للعائلة والأقارب والزملاء. في الجنازات ينحني الناس لأسرة الفقيد عندما يتوجهون إلى الاستقبال. يرتدي الناس في المآتم عادة ارتداء ملابس سوداء أو داكنة، ويفضل أن تكون كامل الملابس سوداء، أو على الأقل أن تكون ربطة العنق سوداء في حال العجلة. بالنسبة للمرأة المجوهرات الوحيدة التي يسمح ارتداؤها هي اللؤلؤ، وذلك بسبب طبيعتها البسيطة.

## أخلاقيات العمل
يصل اليابانيون عادة في وقت مبكر إلى مكان العمل ويبدؤون بالاستعداد لبدء العمل قبل بدء الدوام. كما يثنون على غيرهم من زملائهم ويشكرونهم لمساعدتهم حتى عندما لا يكون لهم تأثير يذكر في النجاح. عند مغادرة العمل تكون التحية بقول أوتسوكاره ساماديشتا وتعني «بُورِكَتْ جُهُودُكْ»، والشخص الذي يترك مكان العمل أولا غالبا ما يقول أوساكي ني شيتسوره شيمس «أنا آسف للمغادرة قبلكم». بالنسبة لكثير من العاملين فإنه يعتبر من اللاجيد مغادرة مكان العمل قبل المدير.

## أعياد ميلاد خاصة
عيد الميلاد الستين
عيد الميلاد الستين هو مناسبة من كانريكي، عند إتمام الشخص خمس دورات من الأبراج الصينية.
عيد الميلاد السبعة والسبعون
عيد الميلاد السابعة والسبعين هو مناسبة كيجو (喜寿) أو «العمر السعيد» وذلك بسبب أن النطق الصيني للحرف (喜) يماثل لفظ الرقم سبعة.
عيد الميلاد الثمانية والثمانون
عيد الميلاد الثامن والثمانين هو مناسبة بيجو (米寿) أو «سن الأرز»، وذلك لأن حرف الأرز الصينية 米 يبدو على شكل تجميع حروف الرقم ثمانية وثمانين (八十八).
عيد الميلاد التاسع والتسعين
عيد الميلاد التاسع والتسعين هو بمناسبة هاكوجو (白寿) أو «العمر الأبيض»، وذلك لأن الحرف الصينية «أبيض» 白 يشبه إلى حد كبير الحرف المستخدم لكتابة الرقم مئة 百.